# Борович Борис Осипович
Бори́с О́сипович Боро́вич (Фінкельштейн) (нар. 19 листопада (1 грудня) 1883, Одеса — пом. 23 вересня 1938, Київ) — український бібліотекознавець, книгознавець, бібліограф. Представник демократичної течії нової педагогіки, один із фундаторів теорії та практики предметної каталогізації. Засновник та перший завідувач консультаційного відділу Харківської державної бібліотеки. Критикувався за антимарксистські погляди й антипартійну позицію. Жертва Сталінських репресій, розстріляний 23 вересня 1938 року. Реабілітований в 1993 році.

## Життєпис

### Життя в Одесі та в революційному періоді
Іось Лейзеров Фінкельштейн народився в сім'ї службовця офісного порту. Він здобув початкову освіту в Одеській приватній єврейській школі, а також закінчив п'ять класів Одеської комерційної школи доктора Хаїма Гохмана
Починаючи з 1907 року працював працівником офісу, журналістом, коректором у редакційних офісах газет та журналів Одеси: «Южное обозрение», «Одесские новости», «Современное слово», «Одесский листок». Паралельно працював бібліотекарем у «Товаристві поширення освіти серед євреїв в Росії», «Південному товаристві працівників конторської праці» (також був головою правління), «Одеському товаристві турботи про дітей», «Товаристві допомоги бідним», «Одеському товаристві літераторів». Влітку 1912 року організував дитячий клуб, де працював керівником-педагогом. Як член РСДРП (м) займався нелегальною пропагандистською діяльністю.
У 1914—1915 роках проживав у Могилів-Подільському, де перебував під наглядом поліції через свою революційну діяльність. Тут він займався питаннями освіти молоді, організував дитячий будинок. У 1916 році Борович переїхав до Харкова, де продовжив займатися журналістикою. У своїх публікаціях висвітлював роботу Педагогічного з'їзду та бібліотечне життя. У 1917 він став членом Харківської громадської бібліотеки, де читав лекції та брав участь у засіданнях правління бібліотеки.
Під час революційних подій 1917 року обіймав посаду заступника голови Харківської ради робочих депутатів. У грудні 1917 року на базі меншовицького видавництва «Соціаліст» заснував Харківську культурно-освітню організацію «Труд», яка допомагала в самоосвіті, надавала консультації з питань культурно-освітньої та бібліотечної роботи. Організація мала представництва в Москві, Петрограді, Києві, Одесі, Катеринославі та  Бахмуті. Борович залишався її керівником до закриття організації у 1929 році.
Під час масових гонінь на меншовиків був заарештований 11 березня 1921 року. 26 квітня того ж року було звільнено рішенням спеціальної комісії.

### Діяльність у Бібліотеці ім. Короленка
У 1920 рік став співробітником Харківської громадської бібліотеки, а в жовтні цього ж року заснував і очолив консультаційний відділ бібліотеки, де створив предметний каталог і розробив документацію з його організації, професіограми предметизатора. Цей каталог став першим предметним каталогом в СРСР. Борис Борович, як його тоді називали, двічі на місяць проводив вечори «живої бібліографії», на яких були присутні 300—400 слухачів. Він створив у бібліотеці організоване листування через поштову скриньку для створення комфортних умов для читачів бібліотеки. Завдяки Боровичу про роботу консультаційного відділу знала вся бібліотечна спільнота країни, він став культурно-інформаційним та науково-методичним осередком життя міста. Виявлено більше 70 публікацій про діяльність тогочасного відділу .
На Першому Всеукраїнському бібліотечному з'їзді, який відбувся у 1926 році, Борович прочитав кілька доповідей та взяв активну участь в обговоренні тем. У квітні наступного року на першому пленумі Каталографічної комісії Всеукраїнська академія наук ВУАН Боровича було обрано її дійсним членом. Учасник Всесоюзної наради книжкових палат (Харків, 1927), засідань Українського бібліологічного товариства при Всеукраїнській академії наук (Київ, 1929), з'їзду книжкових працівників (Москва, 1929). У 1925—1930 роках також працював у журналі Українського наукового інституту книгознавства — «Бібліологічні вісті». Співпрацював із журналом «Шлях до комунізму».
Також займався викладацькою діяльністю. У 1918—1932 роках працював лектором курсів з бібліотечної та клубної справи. У 1930 році викладав на бібліотечному підвідділі факультету професійної освіти Харківського інституту народної освіти.
Борович критикувався за «буржуазні погляди» та «антипартійну позицію». Одним з головних його противників був літературний критик Кость Довгань. У своїй статті в журналі «Критика» він звинувачував Боровича у «вражаючій сліпоті до сучасних культурно-політичних процесів». На початку 1932 року Боровича було звільнено з бібліотеки разом із шістьма колегами, причому ніхто з них не був згаданий у річному звіті бібліотеки. Предметний каталог був закритий для читачів, а пізніше його реорганізували.

### Подальше життя та арешт
Пізніше працював бібліотекарем у Харківському інституті охорони здоров'я студентів та науковців. В останні роки життя помітно нервував. Як зазначає дослідниця Інна Дмитриченко, остання відома стаття Боровича написана в нехарактерному для нього «роздратованому» тоні, що вказує на його душевний дискомфорт. Бориса Боровича заарештували 14 червня 1937 року. У його квартирі було проведено обшук, у результаті якого було вилучено книги контрреволюційного змісту та портрети «ворогів народу». Рідкісні видання Д. Мережковського, П. Мілюкова та В. Полонського було наказано зберігати дружині Боровича до розпорядження обласного управління НКВС.
Боровича звинуватили в участі у «меншовицько-троцькістській організації міста Харкова». Він відкидав звинувачення та відмовлявся визнати свою провину. Зазнавав тиску з боку слідства, щонайменше десять днів провів у карцері. Був переведений до Києва, де на початку квітня зізнався, що він — один із лідерів меншовицького підпілля. Згідно з матеріалами слідства, Борович активно співпрацював з вченим Семеном Семковським на рівні ЦК меншовицької організації. Обвинувачений брав участь у виданні робіт Семковського і кілька його книг із дарчими написами було знайдено у його домашній бібліотеці. На закритому судовому засіданні, що тривало 15 хвилин, Боровича було засуджено до вищої міри покарання. Того ж дня, 23 вересня 1938 року, він був розстріляний . Реабілітований Генеральною прокуратурою України 12 серпня 1993 року.

## Пам'ять

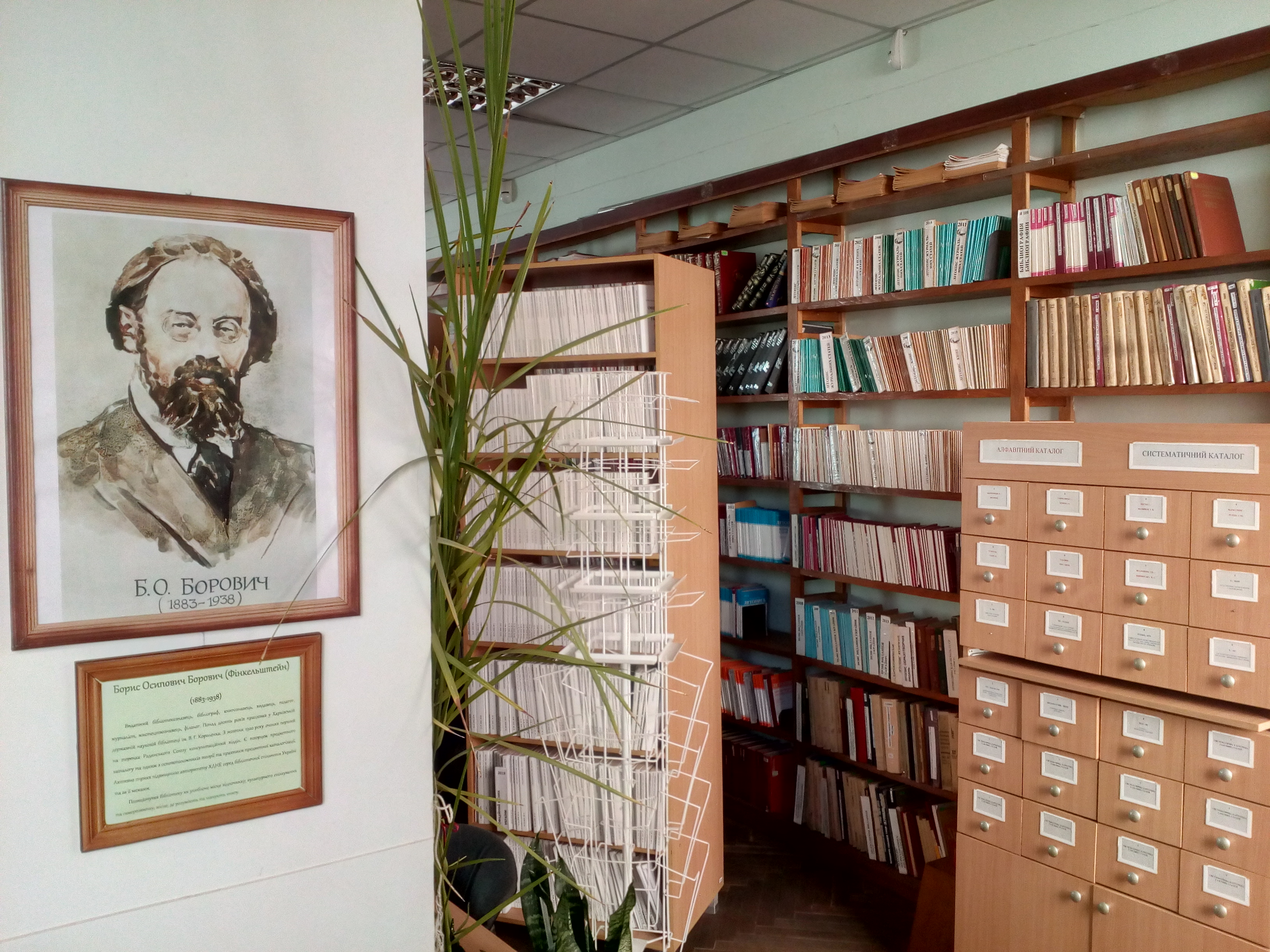
Портрет Боровича, вивішений у Відділі інформаційно-бібліографічної роботи Бібліотеки ім. Короленка

Довгий час ім'я Бориса Боровича замовчувалося, він був незнайомий багатьом поколінням бібліотечних працівників, його роботи не були представлені в каталогах. Дослідження його наукової спадщини розпочалися після того, як його книги було переведено зі спеціального сховища Харківською державною науковою бібліотекою ім. В. Г. Короленка до основного фонду. До 1996 року було переглянуто de visu понад 2,5 тисячі джерел і знайдено понад 80 робіт за авторством Боровича. Також було знайдено багато відгуків на них та матеріали про життя вченого. На основі зібраних матеріалів до 120-річчя від дня народження вченого було видано бібліографічний покажчик «Борис Осипович Борович (1883—1938). Матеріали до біографії».

## Псевдоніми
За даними «Словника псевдонімів» Масанов И. Ф., Іось Фінкельштейн протягом свого життя використовував різні псевдоніми: Б-ич, Борович, Борович Б., Борович Б. О., Лазарев. Згідно з думкою дослідниці Інни Дмитриченко, найбільш популярний псевдонім, який став його другим прізвищем — Борович, утворений від імені Борис Осипович.

## Родина
Станом на 1937 рік Борис Боровичбув одружений з Марією Яківною Цетлін (нар. бл. 1882), мешкав разом з її синами — Яковом та Олександром Моїсейовичами Цетлінами та її матір'ю — Сарою Давидівною Ліфшиц. Своїй дружині він присвятив працю «Как читать книгу…» (1924). Відомо, що Борис Борович мав єдину дочку Людмилу, якій присвятив книгу «От болотных низин к снеговым вершинам. Брак—семья—любовь» (1918).

## Науковий доробок
Творчість Бориса Боровича — близько 90 найменувань книг та публікацій. Праці висвітлюють питання політичного життя, освіти, педагогіки, психології та книгорозповсюдження. Автор вивчав питання організації роботи бібліотек, фондознавства, каталогізації, довідково-бібліографічного обслуговування читачів. Розглядав бібліотеки як культурні та освітні центри, незалежні від ідеологічного впливу, відстоював принцип безпартійності бібліотечних закладів. Вніс значний внесок у розвиток вітчизняного читачознавства та бібліопсихології. Борис Борович був автором ідеї створення юнацьких бібліотек, а його праці з клубної справи вважалися актуальними і на 1990 рік.
Дослідник Віктор Сєдих називає найцікавішим в науковій спадщині Боровича списки предметних рубрик до предметного каталога, які він характеризує, як «зразок загальнолюдського підходу до словника ПР та до формулювання його ділень». Водночас Віктор Сєдих критикував такі рекомендації Бориса Боровича: включення в предметний каталог галузевих комплексів предметних рубрик, завчасно зроблений предметний список для створення предметного каталогу.
Б. Борович зробив значний внесок у розробку теорії та методики створення предметного каталогу як ефективної інформаційно-пошукової системи, а також у розвиток методологічних засад бібліотечного читачезнавства та персоналознавства .
Список найважливіших робіт згідно Енциклопедії сучасної України:
- Организация и ведение небольших библиотек: Опыт практ. руководства. Х., 1918(рос.)
- Пути сближения книги с читателем: Опыт методологии культур. работы в библиотеке. Х., 1922(рос.)
- Предметный каталог. Х., 1925(рос.)
- О систематическом и предметном каталогах // Труды 1-й конференции научных библиотек РСФСР. Москва, 1926(рос.)
- Классификация книг в научных библиотеках и предметный каталог // Бібліот. зб. К., 1926. Ч. 1(рос.)
- Рубрики предметного каталога. Х., 1928(рос.)
- Письменник–критик–читач // Журн. бібліотекознавства та бібліографії. К., 1930. № 4
- Як писати масову виробничу книгу. К., 1935